# Baru Nalo
Baru Nalo is een bestuurslaag in het regentschap Merangin van de provincie Jambi, Indonesië. Baru Nalo telt 1358 inwoners (volkstelling 2010).